# Joaquim Pellicena i Camacho
Joaquim Pellicena i Camacho (Valladolid, 8 de desembre de 1871 - París, 1938) fou un periodista i polític català d'origen madrileny, diputat a les Corts Espanyoles durant la Segona República.

## Biografia
Segons Manuel Ossorio y Bernard, Pellicena va néixer a Valladolid el 8 de desembre de 1871 i va començar a estudiar segon ensenyament a Canet de Mar, acabant-lo l'Ateneu de Manila. En 1898 va fundar en unió del seu germà Pedro, la capital filipina, el periòdic El Soldado Español; i signat el tractat de París, que posava terme a la sobirania d'Espanya sobre les illes, tots dos germans van fundar el gener de 1899 La Unión Ibèrica, periòdic que va iniciar un moviment d'aproximació entre peninsulars espanyols i indígenes, per la qual cosa va ser suprimit pel general americà Hughes l'1 de març de 1899. Pellicena va protestar-ne i reclamar en va. La seva instància va ser retornada per Hughes amb la següent nota: «La publicació de La Unión Ibèrica ha estat suspesa perquè afavoria la causa dels nostres enemics, amb els qui estem en obertes hostilitats». Els interessats van rebre aquesta contestació, que no deixava lloc a dubtes, quan la majoria dels que van formar el cos de redacció i l'empresa de La Unión Ibèrica havia tornat a Espanya. Els dos joves que havien inspirat aquell periòdic van decidir llavors fundar un altre pel seu exclusiu compte, i el 10 d'abril va aparèixer El Noticiero de Manila, que va seguir publicant Joaquim Pellicena. Va fundar i va dirigir també el periòdic escrit en tagalog Bayan Filipines («Poble Filipines») i va ser redactor i copropietari d'El Tío Paco.
El 1917 va marxar de les Filipines i s'establí a Barcelona, on fou elegit president de l'Associació de Periodistes de Barcelona de 1922 a 1932. Alhora, milità a la Lliga Regionalista (després Lliga Catalana), fou director tècnic de La Veu de Catalunya el 1918-1933, regidor de l'ajuntament de Barcelona el 1931-1934 i diputat per Barcelona ciutat a les eleccions generals espanyoles de 1933.
En esclatar la guerra civil espanyola fugí amb el dibuixant Valentí Castanys, disfressat d'oficial de la marina francesa al vaixell Emerithy, que anava a Marsella. S'establí a París, on formà part del Bureau d'Information Espagnole, oficina propagandística de suport al nou règim de Francisco Franco creada per Francesc Cambó. Va morir d'esgotament al cap de poc.,

## Obres
- Los últimos repatriados (1904)
- Por el país del Bicol; impresiones de viaje (1917)
- El nostre imperialisme. La idea imperial de Prat de la Riba (1930)